# دافي مكبارلاند
دافي مكبارلاند (بالإنجليزية: Davie McParland)‏ هو لاعب كرة قدم ومدرب كرة قدم بريطاني في مركز نصف الجناح، ولد في 5 مايو 1935، وتوفي في 14 يوليو 2018. لعب مع نادي بارتيك ثيسل.